# Celia Escudero
Celia Calderón Escudero, más conocida como Celia Escudero Avilés (Cartagena, 1 de enero de 1908-Estepona, 16 de octubre de 2009), fue una actriz española de cine mudo.

## Trayectoria
Hija de la modista Juana Escudero Avilés y del abogado y político liberal, José Calderón Jorquera,Calderón pasó su infancia en Cartagena, donde desde una temprana edad mostró gran interés por el cine. Asistió con frecuencia a las proyecciones cinematográficas disponibles en su ciudad. Recibió su educación en un colegio de monjas,y tras completar esta etapa, se marchó a Madrid junto con su madre y hermanas. Allí, su madre puso en marcha un negocio de moda, en el nº 60 de la calle de la Princesa, donde se dedicaron a la venta de telas y prendas confeccionadas en su propio taller.
Debutó en 1924 con la película Diego Corrientes dirigida por José Buchs. Un año más tarde fue parte del elenco de El abuelo, una versión de Buchs de 1925, basada en la obra homónima de Benito Pérez Galdós. A lo largo de su carrera, participó en diversas películas de cine mudo, como La Bejarana, La sirena del Cantábrico, Los hijos del trabajo de 1927, el Suceso de Anoche de León Artola de 1929 o Viva Madrid, que es mi pueblo de Fernando Delgado, entre otras. En 1935 rodó su primera y última película de cine sonoro, El niño de las monjas. Después de esta película desapareció del panorama cinematográfico. La prensa de la época la comparaba con Greta Garbo y destacaba su talento y sensibilidad artística. La escritora Leonor de Santa Pola, la describió como una actriz capaz de expresar una gran variedad de emociones con naturalidad y agilidad. Fue una de las figuras más destacadas del cine mudo en Madrid y en toda España.
Se casó con Enrique Flores López, con quien compartió diecisiete años de matrimonio. Al estallar la Guerra civil española, ambos buscaron refugio en la embajada de Panamá en Madrid, antes de huir a Valencia y luego a Marsella, para finalmente regresar a la zona nacional. En 1953, tras el fallecimiento de su marido, ingresó en un convento de clausura en Navarra. Sin embargo, una bronquitis la obligó a abandonar la vida religiosa un año después, trasladándose a Palencia, donde trabajó como oficinista. En 1965, se estableció en Málaga para cuidar de su madre.

## Filmografía
- 1924 - Diego Corrientes[10]
- 1925 - El Abuelo[10]
- 1927 - La Bejarana[10]
- 1927 - Hijos del trabajo[10]
- 1928 - La sirena del Cantábrico[10]
- 1928 - El tren o la pastora que supo amar[10]
- 1928 - El tonto de lagartera[10]
- 1929 - Fútbol, amor y toros[10]
- 1929 - El suceso de anoche[10]
- 1930 - Viva Madrid, que es mi pueblo[10]
- 1931 - Fermín Galán[10]
- 1932 - El sabor de la gloria[10]
- 1935 - El niño de las monjas[10]